# Пейчала
Пе́йчала (рос. Пейчала) — село в Кіровському районі Ленінградської області, Росія.